# Tempel van Caesar
De Tempel van Caesar (Latijn:Templum divi Iuli) was een tempel ter ere van de vergoddelijkte Julius Caesar op het Forum Romanum in het oude Rome.

## Geschiedenis
Na de moord op Caesar in 44 v.Chr. werd zijn lichaam gecremeerd op het Forum Romanum. Dit gebeurde dicht bij de Regia, waar Caesar in zijn functie van pontifex maximus zetelde. Op de plaats van de crematie werd in 42 v.Chr. een schrijn opgericht ter ere van de vermoorde dictator. Korte tijd later werden hier nog een altaar en een marmeren zuil opgericht. Op de zuil stond de inscriptie "parenti patriae", ter ere van de Vader des vaderlands.
Caesar's erfgenaam Octavianus, de latere keizer Augustus, liet zijn achteroom vergoddelijken en bouwde op de plaats van de zuil een tempel. Dit was de eerste vergoddelijking van een overleden Romeinse leider, een gebruik dat bij de Griekse dynastieën in het oosten van het rijk wel vaker voorkwam. De tempel werd op 18 augustus 29 v.Chr. door Octavianus ingewijd. Bij deze gelegenheid werden grootse spelen georganiseerd.

## Beschrijving
Hoewel de tempel grotendeels verloren is gegaan, kan aan de hand van afbeeldingen op antieke munten het uiterlijk enigszins gereconstrueerd worden. Het was een prostyltempel met een hexastyl porticus (zes zuilen aan de voorzijde). De tempel was waarschijnlijk in de Korinthische orde. In de cella stond een groot beeld van Julius Caesar met een ster op zijn hoofd, dat verwijst naar de bekende ster in het zonnerad.
Het 3,5 meter hoge verlengde podium aan de voorzijde van de tempel heeft een halfronde opening, waarin een rond altaar stond. Dit was waarschijnlijk de plaats waar Caesar werd gecremeerd. Dit deel van het podium was de Rostra ad Divi Iulii. Dit was een sprekerspodium waar politici en redenaars het Romeinse volk konden toespreken. Tiberius sprak hier de grafrede voor Augustus uit. Dit sprekerspodium mag niet worden verward met de oudere rostra aan de andere zijde van het forum. Aan het podium waren de voorstevens bevestigd van de schepen van Cleopatra en Marcus Antonius, die door Octavianus tijdens de Slag bij Actium waren buitgemaakt.
De tempel zelf stond op een 2,36 meter hoog tweede podium boven op het eerste podium. Het heiligdom werd betreden door een trap aan de voorzijde tussen de zuilen. Het lagere podium werd bereikt via twee trappen aan de beide lange zijden. De tempel werd aan de beide zijden geflankeerd door een porticus. Dit was mogelijk de Porticus Julia.
Hadrianus liet de Tempel van Caesar in de 2e eeuw restaureren zonder de stijl van de tempel aan te passen.

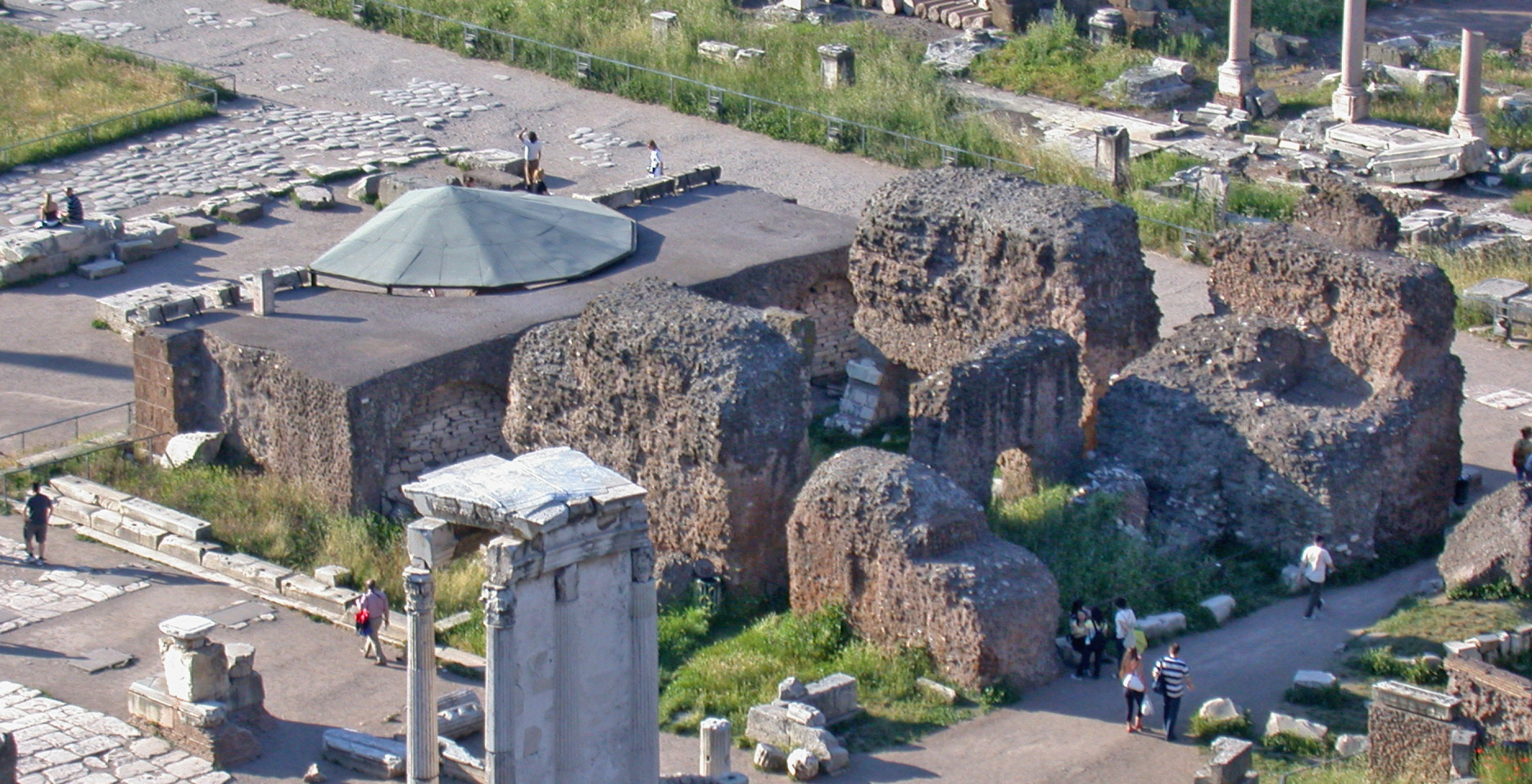
De restanten van de tempel

## Restanten
Tot in de 15e eeuw stond de tempel nog grotendeels overeind. Daarna werd het gebouw van zijn marmer en stenen beroofd, zodat deze konden worden hergebruikt bij de bouw van nieuwe paleizen en kerken. Tegenwoordig resteert slechts de betonnen kern van het podium. De open ruimtes hierin waren oorspronkelijk gevuld met tufstenen blokken die de muren van de cella en de zuilen van de pronaos ondersteunden. Fragmenten van onder andere de fries zijn bewaard gebleven en worden ter plekke en in het Forum Antiquarium tentoongesteld. Van het ronde altaar voor de tempel is de betonnen kern bewaard gebleven. Sommige toeristen eren de oude generaal nog door hier bloemen neer te leggen.